# Rhipidocotyle lepisostei
Rhipidocotyle lepisostei är en plattmaskart. Rhipidocotyle lepisostei ingår i släktet Rhipidocotyle och familjen Bucephalidae. Inga underarter finns listade i Catalogue of Life.